# Día Mundial contra el Trabajo Infantil
El Día Mundial contra el Trabajo Infantil es una jornada que se celebra el 12 de junio desde el 2002, establecida en ese mismo año por la Organización Internacional del Trabajo (OIT).

## Proclamación
El Día Mundial contra el Trabajo Infantil lo estableció  la OIT en 2002 para concienciar acerca de la magnitud de este problema y aunar esfuerzos para erradicar el trabajo infantil. Fue impulsado por las ratificaciones del Convenio 138 de la OIT sobre la edad mínima de empleo y el Convenio 182 de la OIT sobre las peores formas de trabajo infantil. En 2021, la Asamblea General de las Naciones Unidas declaró al 2021 como el Año Internacional para la Eliminación del Trabajo Infantil y pidió a la OIT liderar su implementación.

## Celebración
Se celebra el 12 de junio de cada año. La primera celebración tuvo lugar en 2002, y desde entonces, se ha utilizado para promover iniciativas de gobiernos, patronales, sindicatos, sociedad civil, medios de comunicación y otros actores locales en la lucha contra el trabajo infantil y definir las directrices para ayudar a los niños trabajadores.

## Temas
- 2002: Primer Día Mundial contra el Trabajo Infantil[6]
- 2003: El tráfico de niños es una de las peores formas de trabajo infantil[8]
- 2004: El trabajo infantil doméstico[9]
- 2005: Una carga demasiado pesada: El trabajo de los niños en las minas y canteras[10]
- 2006: La eliminación del trabajo infantil: Juntos podemos hacerlo[11][12]
- 2007: El trabajo infantil y la agricultura[13]
- 2008: La educación es la "Respuesta acertada" al trabajo infantil[14]
- 2009: Demos una oportunidad a las niñas - Luchar contra el trabajo infantil: Una clave para el futuro[15]
- 2010: Metamos un gol: erradiquemos el trabajo infantil[16]
- 2011: Niños en trabajos peligrosos: Lo que sabemos, lo que debemos hacer[17]
- 2012: Derechos humanos y justicia social... erradiquemos el trabajo infantil[18]
- 2013: No a la explotación infantil en el trabajo doméstico[19]
- 2014: Ampliemos la protección social: ¡eliminemos el trabajo infantil![20]
- 2015: NO al trabajo infantil. SÍ a la educación de calidad[21]
- 2016: Eliminar el trabajo infantil en las cadenas de producción[22]
- 2017: En conflictos y catástrofes, protejamos a los niños del trabajo infantil[23]
- 2018: Generación "Segura y saludable"[24]
- 2019: Los niños no deberían trabajar en el campo, sino en sus sueños[25]
- 2020: COVID-19: Protejamos a los niños contra el trabajo infantil, ¡ahora más que nunca![26]
- 2021: Actuar ahora, poner fin al trabajo infantil[27]
- 2022: Protección social universal para poner fin al trabajo infantil[28]
- 2023: Justicia social para todos: cómo acabar con el trabajo infantil[29]
- 2024: Cumplamos con nuestros compromisos: ¡Pongamos fin al trabajo infantil![30]